# مجلس الأمة الاتحادي
مجلس الأمة الاتحادي كان برلمان اتحاد الجمهوريات العربية.
ضمت الجمعية ممثلين من مصر وليبيا وسوريا. كانت الجمعية مسؤولة عن دراسة التشريعات والتصديق عليها من أجل الاتحاد، واعتماد الموازنة والتصديق على المعاهدات.
لقد مثلت كل من الجمهوريات الأعضاء ب20 عضوًا في المجلس الوطني الاتحادي، تم انتخابهم من بين أعضاء مجلس الشعب. تم انتخاب الأعضاء لمدة أربع سنوات. كان على الأعضاء المنتخبين الاستقالة من ولاياتهم في برلماناتهم الجمهورية. اجتمعت الجمعية الوطنية الفيدرالية مرتين في السنة، وافتتحت جلستها الافتتاحية في 12 مارس 1972 وعقدت جلستها الأخيرة في أكتوبر 1975. استمرت الجلسات لمدة ثلاثة أشهر.

## الانتخابات
انتخب مجلس الشعب المصري الأعضاء الـ20 الأعضاء المصريين في المجلس الوطني الاتحادي. أحد الأعضاء المنتخبين كان الدكتور عبد الحميد حسن، قائد اتحاد الطلاب السابق وعضو اللجنة المركزية للاتحاد الاشتراكي العربي.
تم انتخاب الأعضاء الليبيين بالاقتراع الشعبي في 5 مارس 1972، وأدلى حوالي 500 ألف بأصواتهم. تم تحديد موعد التصويت في 27 فبراير 1972، لكن تم تأجيله عند تقديم متطلبات جديدة للمرشحين. وفقًا للمتطلبات المنصوص عليها في القانون اعتبارًا من 27 فبراير، كان يتعين على المرشحين أن يكونوا مواطنين ليبيين، حاصلين على شهادة التعليم الثانوي، وعمرهم 30 عامًا، وأن يكونوا أعضاءً في الاتحاد الاشتراكي العربي ويودعوا 50 دينارًا ليبيًا (تمت إضافة معظم هذه المتطلبات بشكل مخصص بعد تأجيل التصويت في فبراير 1972). كان التصويت إلزاميًا.
تم الإعلان عن نتيجة الانتخابات في 7 مارس 1972 من قبل وزير الداخلية الرائد عبد المنعم الهوني. الأعضاء العشرة الذين تم انتخابهم من ليبيا هم بشير محمد الربيتي، والطاهر سلام كريدان، وعلي مصطفى المصراتي، وميلاد محمد علي العود، وميلاد علي محمد أبو أمجات، وحسن عبد الحفيظ الجهاني، وخليفة عبد المطلب يونس الورفلي، وصالح مسعود بويسير، ود. خيري الصغير أبو لقمة، وعبد الله الحوش عبد الله، وعمار أحمد السعدي، ومحمد عيسى يحيى البروني، وعلي مصطفى مزك كداد، إبراهيم عبيد سعيد، وعباس محمد عبد النبي القادري، عبد السلام محمد بن نور، ومحمد الحازمي صالح الترهوني، ومعتوق محمد معتوق الزبيدي، وفتاح محمد بن عيسى، وعلي السنوسي عبد السيد المنصوري.

## المتحدث
انتُخب الدكتور خيري الصغير أبو لقمة من ليبيا رئيسًا للمجلس الوطني الاتحادي في كلمته الافتتاحية في مارس 1972، أشاد أبو لقمة باتحاد الجمهوريات العربية كخطوة نحو الوحدة العربية. تم استبدال أبو لقمة في وقت لاحق من قبل زميله الليبي بشير الربيتي كرئيس للجمعية.

## الحل
عقدت الجلسة الأخيرة في أكتوبر 1975. تم تأجيل جلسة مارس 1976 إلى أجل غير مسمى، وتم حل اتحاد الجمهوريات العربية في نوفمبر 1977.